# Lambda Scorpii
Lambda Scorpii (auch Shaula, bzw. Alascha) ist ein Mehrfachsternsystem im Sternbild Skorpion. Lambda Scorpii befindet sich am Stachel des Skorpions, der Name (arabisch الشولاء, DMG aš-šaulāʾ) bedeutet „erhobener Schwanz“. Das System hat eine scheinbare Helligkeit von +1,62 mag, womit es zu den 50 hellsten Sternen am Nachthimmel gehört. Es ist ca. 600 Lichtjahre entfernt (Hipparcos Datenbank) und Mitglied des Gouldschen Gürtels.

## System
Das Sternsystem von Lambda Scorpii besteht aus mindestens 3 Komponenten. Die hellste Komponente Lambda Scorpii Aa erhielt im Jahre 2016 von der IAU den Namen Shaula. Es handelt sich um einen massereichen Beta-Cephei-Stern. Daneben befinden sich 2 weitere Komponenten im System. Lambda Scorpii Ab umkreist Lambda Scorpii Aa auf einer engen Bahn mit einer Umlaufzeit von lediglich etwa 6 Tagen. Er ist deutlich masseärmer als die anderen beiden Komponenten. Seine Natur ist nicht bekannt: entweder befindet er sich in einer sehr frühen Phase (Vorhauptreihenphase oder am Beginn der Hauptreihe) oder es handelt sich um einen relativ massereichen kompakten Stern. Zusammen bilden die beiden einen bedeckungsveränderlichen Algolstern.
Lambda Scorpii B ist deutlich weiter entfernt und umkreist die Lambda Scorpii Aa mit einer Periode von etwa 3 Jahren.